# Willey, Shropshire
Willey är en by i civil parish Barrow, i distriktet Shropshire, i grevskapet Shropshire, i England. Byn är belägen 7 km från Bridgnorth. Willey var en civil parish fram till 1966 när blev den en del av Barrow och Dawley. Civil parish hade 136 invånare år 1951. Byn nämndes i Domedagsboken (Domesday Book) år 1086, och kallades då Wilit.